# لیبرتین (فیلم ۲۰۰۰)
«لیبرتین» (انگلیسی: The Libertine (2000 film)) یک فیلم است که در سال ۲۰۰۰ منتشر شد.

## خلاصه داستان
فیلسوف "دنیس دیدروت" یکی از نوگراهای قرن هجدهم فرانسه مهمان خانه ییلاقی "بارون هولباخ" است و در کلیسایی کوچک دائرةالمعارف ممنوعه خود را به پایان می رساند.اما با سر رسیدن "مادام تربوچ" از برلین همه چیز عوض می شود و...

## بازیگران
- آریل دومبال
- اودره توتو
- فنی اردان
- ژوزین بالاسکو
- میشل سرو
- وینسنت پرز